# Samuel Latham Mitchill
Samuel Latham Mitchill, född 20 augusti 1764 i Hempstead, New York, död 7 september 1831 i New York, var en amerikansk naturvetare och politiker (demokrat-republikan).
Han undervisade i kemi, botanik och naturhistoria vid Columbia College 1792-1801. Han var ledamot av USA:s representanthus från delstaten New York 1801-1804 och 1810-1813 samt ledamot av USA:s senat 1804-1809. Han var med om att grunda Rutgers Medical School, den medicinska fakulteten vid Rutgers University.
Mitchill var en av dem som föreslog ett alternativ till USA:s namn United States of America. Hans förslag Fredonia bygger på en latinisering av freedom, engelskans ord för frihet. Medan Mitchills förslag aldrig blev ett seriöst alternativ till USA, har flera orter fått sina namn efter hans nybildning. En av dem är byn Fredonia i Chautauqua County, New York.